# Hyphoraia crocea
Hyphoraia crocea là một loài bướm đêm thuộc phân họ Arctiinae, họ Erebidae.